# Guido Paglia
Guido Paglia (Bologna, 30 novembre 1897 – Uork Amba, 27 febbraio 1936) è stato un militare italiano, decorato di Medaglia d'oro al valor militare alla memoria durante il corso della guerra d'Etiopia.

## Biografia
Nacque a Bologna il 30 novembre 1897, figlio di Callisto e Giulia Pezzoli. Frequentava il Liceo Ginnasio "Galvani" quando, il 24 maggio 1915 avvenne l'entrata in guerra del Regno d'Italia. Nel 1916 si arruolò volontario nel Regio Esercito, assegnato al 6º Reggimento bersaglieri, lasciando poi il fronte ammesso a frequentare il corso per allievo ufficiale di complemento presso la Regia Accademia Militare di Fanteria e Cavalleria di Modena. Ritornato in zona di operazioni rimase gravemente ferito sul Monte Kuk il 16 maggio 1917, venendo decorato con una Medaglia d'argento al valor militare.
Promosso sottotenente fu dichiarato inabile al servizio attivo, ed assegnato ad un battaglione costiero, dove ottenne un Encomio Solenne per le sue opera. Divenuto tenente nel dicembre 1918, fu trasferito in servizio presso l'8º Reggimento bersaglieri venendo poi congedato nel corso del 1920. Durante il 1923 entrò a far parte della Milizia Volontaria Sicurezza Nazionale con il grado di seniore, cui rinunciava nel 1935 per essere assegnato ai reparti mobilitati per la guerra d'Etiopia con il grado di centurione. Partì per l'Eritrea in forza alla 114ª Legione CC.NN. "Garibaldina" della 2ª Divisione CC.NN. "28 ottobre", sbarcando nel porto di Massaua il 10 settembre 1935. Rimase ucciso il 27 febbraio 1936, durante il corso della seconda battaglia del Tembien. Per onorarne il coraggio fu decretata la concessione della Medaglia d'oro al valor militare alla memoria. Pochi anni dopo il figlio Giorgio riceverà lo stesso riconoscimento.

### Fonti
1. 1 2 3 4  Gruppo Medaglie d'Oro al Valor Militare 1965, p. 155.
2. 1 2 3 4 5 6  Combattenti Liberazione.
3. ↑   Bollettino ufficiale delle nomine, promozioni e destinazioni negli ufficiali e sottufficiali del R. esercito italiano e nel personale dell'amministrazione militare, 1937,  p. 769. URL consultato il 17 febbraio 2020.
4. ↑   PAGLIA Guido, Medaglia d'oro al valor militare, su Presidenza della Repubblica.